# Сасачи (Витербо)
Сасачи је насеље у Италији у округу Витербо, региону Лацио.
Према процени из 2011. у насељу је живело 1073 становника. Насеље се налази на надморској висини од 122 м.